# پاتیکا کوسولاکا

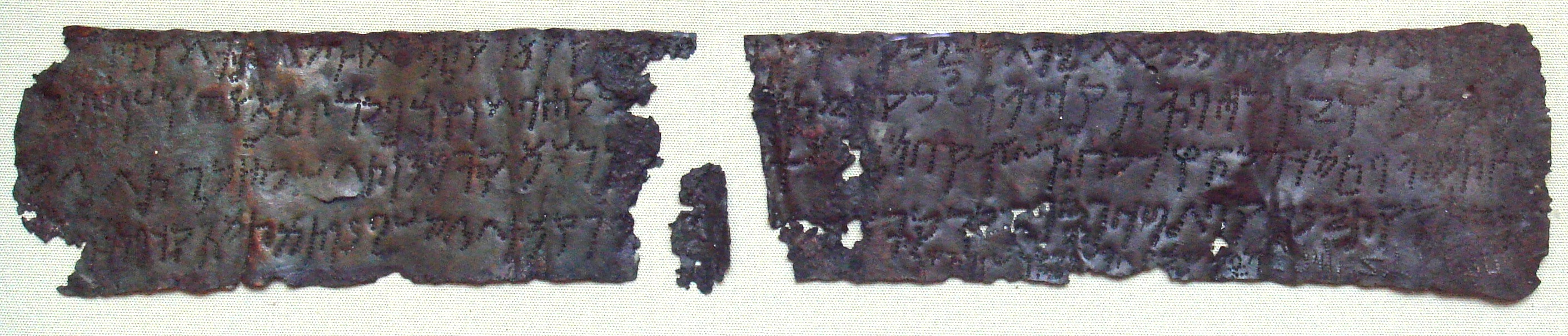
پاتیکا کوسولاکا

پاتیکا کوسولاکا (خروشتی: 𐨤𐨟𐨁𐨐𐨆 𐨐𐨂𐨯𐨂𐨫𐨂𐨐𐨆 Pa-ti-ko Ku-su-lu-ko, Patiko Kusuluko) ساتراپ پادشاهی هندوسکایی در شمال‌غربی جنوب آسیا در طول سده یکم پیش از میلاد بود.